# Dūst Kandī
Dūst Kandī (persiska: دوست كندی) är en ort i Iran.   Den ligger i provinsen Ardabil, i den nordvästra delen av landet, 500 km nordväst om huvudstaden Teheran. Dūst Kandī ligger 33 meter över havet och antalet invånare är 512.
Terrängen runt Dūst Kandī är platt. Runt Dūst Kandī är det ganska tätbefolkat, med 67 invånare per kvadratkilometer. Närmaste större samhälle är Pārsābād, 5,0 km sydväst om Dūst Kandī. Trakten runt Dūst Kandī består till största delen av jordbruksmark.